# Alfredo Far
Alfredo Rolando Far Gianopulos (ur. 25 marca 1972) – panamski zapaśnik. Olimpijczyk z Atlanty 1996, gdzie zajął szesnaste miejsce w kategorii 130 kg w stylu wolnym.
Zajął czwarte miejsce na igrzyskach panamerykańskich w 1995 i 1999. Brązowy medalista mistrzostw panamerykańskich w 1994. Trzykrotnie na podium igrzysk Ameryki Środkowej i Karaibów, drugi w 1998 i 2006. Zdobył trzy medale na igrzyskach boliwaryjskich, złoty w 1993 roku. Powrócił do sportu na igrzyska Ameryki Środkowej w 2013. W tych zawodach wystąpiła w pływaniu jego czternastoletnia córka,  María Fernanda.